# Tsankupi
Tsankupi, jedna od bandi pravih Calapooya Indijanaca, porodica kalapooian, koji su nekada živjeli na mjestu današnjeg grada Brownsville u okrugu Linn, Oregon. Pionir Alexander Ross ih 1849. u svojoj Adventures ... (str. 236) naziva Coupé, dok se u daytonskom ugovoru iz 1855. navode pod imenom Tekopa.
Govorili su istoimenim dijalektom tsankupi.